# Knocking at Your Back Door: The Best of Deep Purple in the 80’s
Knocking at Your Back Door: The Best of Deep Purple in the 80’s – składanka zespołu Deep Purple wydana w roku 1992.
Kompilacja zawiera utwory z dwóch albumów studyjnych Perfect Strangers (1984), The House of Blue Light (1987) oraz albumu koncertowego Nobody’s Perfect (1988).

## Lista utworów
Wszystkie, z wyjątkiem opisanych skomponowali Ian Gillan, Ritchie Blackmore, Roger Glover, Jon Lord i Ian Paice.
| 1.  | "Knocking at Your Back Door"                           | 7:02    |
|     |                                                        |         |
| 2.  | "Bad Attitude" (Gillan, Blackmore, Glover, Lord)       | 5:07    |
|     |                                                        |         |
| 3.  | "Son of Aleric"                                        | 10:01   |
|     |                                                        |         |
| 4.  | "Nobody’s Home"                                        | 4:00    |
|     |                                                        |         |
| 5.  | "Black Night" (live)                                   | 6:07    |
|     |                                                        |         |
| 6.  | "Perfect Strangers"                                    | 5:19    |
|     |                                                        |         |
| 7.  | "The Unwritten Law" (Gillan, Blackmore, Glover, Paice) | 4:55    |
|     |                                                        |         |
| 8.  | "Call of the Wild" (Gillan, Blackmore, Glover, Lord)   | 4:51    |
|     |                                                        |         |
| 9.  | "Hush" (Joe South)                                     | 3:31    |
|     |                                                        |         |
| 10. | "Smoke on the Water" (live)                            | 7:43    |
|     |                                                        |         |
| 11. | "Space Truckin'" (live)                                | 5:39    |
|     |                                                        |         |
|     |                                                        | 1:04:15 |
|     |                                                        |         |

## Wykonawcy
- Ritchie Blackmore – gitara
- Ian Gillan – śpiew
- Roger Glover – gitara basowa, syntezator
- Jon Lord – organy, instrumenty klawiszowe
- Ian Paice – perkusja